# Oximorfona
La Oximorfona, que se vende bajo las marcas Numorphan entre otras, es un potente analgésico opioide semisintético. El alivio del dolor después de la inyección comienza después de aproximadamente 5 a 10 minutos y 15 a 30 minutos después de la administración rectal, y dura aproximadamente de 3 a 4 horas para las tabletas de liberación inmediata y 12 horas para las tabletas de liberación prolongada.
Fue desarrollado en Alemania en 1914. Fue patentado en 1955 y aprobado para uso médico en 1959. Es altamente adictivo y en junio de 2017, la FDA solicitó al fabricante que retirara su producto del mercado estadounidense. Esto se debió en parte a la epidemia de opioides en los EE. UU. Y al hecho de que la reformulación de 2012 provocó un cambio en la ruta del abuso de nasal a inyección. En respuesta, en julio de 2017, Endo International retiró voluntariamente Opana ER del mercado. Las versiones genéricas de oximorfona de liberación prolongada aún están disponibles para su uso con receta en los Estados Unidos.

## Usos médicos
La oximorfona está indicada para el alivio del dolor moderado a intenso, como el tratamiento del dolor agudo posquirúrgico. Para cualquier tratamiento crónico del dolor, los médicos solo deben considerar el uso a largo plazo si hay beneficios clínicos significativos para la terapia del paciente que superen los riesgos. Las opciones de tratamiento de primera línea para el dolor crónico son los agentes no farmacológicos y no opioides.
Las tabletas de liberación prolongada de oximorfona están indicadas para el tratamiento del dolor crónico y solo para personas que ya tienen un horario regular de opioides fuertes durante un período prolongado. Las tabletas de oximorfona de liberación inmediata se recomiendan para el dolor irruptivo de las personas en la versión de liberación prolongada. En comparación con otros opioides, la oximorfona tiene una eficacia similar para aliviar el dolor.

## Efectos secundarios
Los principales efectos adversos de la oximorfona son similares a otros opioides con estreñimiento, náuseas, vómitos, mareos, boca seca y somnolencia, siendo los efectos adversos más comunes. Esta droga es altamente adictiva como con otros opioides y puede llevar a la dependencia química y la abstinencia.

## Sobredosis
En común con otros opioides, la sobredosis de oximorfona se caracteriza por depresión respiratoria, somnolencia que progresa hacia el estupor o coma, debilidad de los músculos esqueléticos, piel fría y húmeda y, a veces, bradicardia y hipotensión. En un caso grave de sobredosis, puede ocurrir apnea, colapso circulatorio, paro cardíaco y muerte.